# Justus Georg Westphal
Justus Georg Westphal (Lüchow (Wendland), 18 de março de 1824 — Lüneburg, 9 de novembro de 1859) foi um astrônomo e matemático alemão.

## Vida
Westphal estudou na Universidade de Göttingen, onde foi discípulo de Carl Friedrich Gauss. Foi diretor do Observatório de Göttingen, mas após a morte de Gauss em 1855 desinteressou-se pela astronomia, sendo sucedido no observatório por Wilhelm Klinkerfues.
Descobriu o cometa periódico 20D/Westphal, em 24 de julho de 1852.